# Beta Dumančić
Beta Dumančić (ur. 26 marca 1991 w Osijeku) – chorwacka siatkarka, reprezentantka kraju, grająca na pozycji środkowej. 

## Sukcesy klubowe
Mistrzostwo Czech:
- 2016

Superpuchar Niemiec:
- 2017, 2018, 2019

Mistrzostwo Niemiec:
- 2018
- 2019

Puchar Niemiec:
- 2019

## Sukcesy reprezentacyjne
Igrzyska Śródziemnomorskie:
- 2018

Liga Europejska:
- 2019, 2021